# Jewel Geyser
Jewel Geyser est un geyser de type « fontaine » situé dans le Upper Geyser Basin dans le parc national de Yellowstone aux États-Unis.
Il fait partie du Biscuit Basin Group dont font aussi partie Shell Geyser, Avoca Spring et Mustard Spring.
Son nom était initialement Soda Geyser, donné par The Hayden Survey puis son nom a été remplacé par Jewel Geyser par Arnold Hague en 1887. Jewel est connu pour avoir une perle de frittage brillante autour de son orifice.